# 南达科他州行政区划
美国南达科他州共有66个县。根據美国人口普查局於2023年的統計，南達科他州共有919,318人，位列全美倒數第五。平均每個縣共有13,929人，其中明尼哈哈縣人口最多，共有206,930人；而瓊斯縣則僅有855人，為州內人口最少的縣。南達科他州的陸地面積共有75,789.6平方英里（196,294平方），平均每個縣的面積共有1,148.32平方英里（2,974.1平方），最大的是3,471平方英里（8,990平方）的米德縣，最小的是412平方英里（1,070平方）的克萊縣。
達科他領地於1861年3月2日從明尼蘇達州建州後剩餘的未合併土地及內布拉斯加領地部份領土中成立。愛達荷領地、懷俄明領地先後從達科他領地分拆，達科他領地於1868年縮小至如今兩個達科他的州界。1889年2月22日，達科他領地被一分為二，並於同年11月2日一同加入美國，成為北達科他州及南達科他州。1862年4月，達科他領地南部共成立14個縣，其中11個縣至今仍然存在。此後20多年間縣份數量迅速上升，州內於1890年時便有多達77個縣。其後部份縣與鄰近的縣合併，使州內的縣份數量逐漸下降。州內最新建立的縣為瓊斯縣，其於1916年11月7日成立，縣政府於1917年1月15日組成。隨著1945年華盛頓縣併入香農縣（今奧格拉拉-拉科塔縣）、1952年阿姆斯特朗縣併入杜威縣、1983年沃沙博縣併入傑克遜縣，州內的縣份數量便維持在66個。
南达科他州的縮寫為SD，而該州的FIPS代碼是46，与县代码结合使用时写成46XXX。以下列表包含各個縣的名稱、面積、人口、縣名來源、FIPS代碼及其在南达科他州的位置。联邦资料处理标准代码（简称代码），该代码是联邦政府用来区分各州和各县的唯一识别码。所有的代码将链接至该县最近的一次人口普查数据。

## 县份列表
| 县                | FIPS代码 | 縣治            | 成立日期       | 拆分自                                         | 縣名來源 | 人口 （2023年） | 面积                            | 地图                              |
| ----------------- | -------- | --------------- | -------------- | ---------------------------------------------- | --- | --------------- | ------------------------------- | --------------------------------- |
| 奧羅拉縣          | 003      | 普朗金顿        | 1879年10月1日  | 克拉金縣 韋特莫爾縣                            | 奥罗拉，古羅馬神話中的黎明女神 | 2,782           | 708平方英里 （1,834平方公里）   | 標示出奧羅拉縣位置的地圖          |
| 比德爾縣          | 005      | 休伦            | 1879年10月1日  | 布查德縣 克拉克縣 金斯伯里縣 斯平克縣          | 威廉·亨利·哈里森·比德爾 （1838－1915），達科他領地首席測量師                                                                      | 19,591          | 1,259平方英里 （3,261平方公里） | 標示出比德爾縣位置的地圖          |
| 本尼特縣          | 007      | 马丁            | 1909年6月3日   | 盧根比爾縣 奧格拉拉-拉科塔縣 沃沙博縣 華盛頓縣 | 格蘭維爾·蓋洛德·本尼特 （1833－1910）, 達科他領地最高法院法官                                                                     | 3,305           | 1,185平方英里 （3,069平方公里） | 標示出本尼特縣位置的地圖          |
| 博諾姆縣          | 009      | 廷德尔          | 1862年4月5日   | 非建制領土                                     | 「好人」的法語 | 7,065           | 563平方英里 （1,458平方公里）   | 標示出博諾姆縣位置的地圖          |
| 布魯金斯縣        | 011      | 布鲁金斯        | 1862年4月5日   | 非建制領土                                     | 威爾莫特·伍德·布魯金斯 （1830－1905）, 達科他領地總督 （1859－1861）                                                              | 35,980          | 794平方英里 （2,056平方公里）   | 標示出布魯金斯縣位置的地圖        |
| 布朗縣            | 013      | 阿伯丁          | 1879年10月1日  | 比德爾縣                                       | 阿爾弗雷德·布朗，達科他領地立法委員                                                                                               | 37,733          | 1,713平方英里 （4,437平方公里） | 標示出布朗縣位置的地圖            |
| 布魯爾縣          | 015      | 张伯伦          | 1875年1月14日  | 查爾斯米克斯縣                                 | 布魯爾族，苏族印第安人的一支 | 5,311           | 819平方英里 （2,121平方公里）   | 標示出布魯爾縣位置的地圖          |
| 水牛縣            | 017      | 甘恩瓦利        | 1864年1月6日   | 非建制領土                                     | 南達科他州常見的美洲野牛 | 1,884           | 471平方英里 （1,220平方公里）   | 標示出水牛縣位置的地圖            |
| 布尤特縣          | 019      | 贝尔富什        | 1883年3月6日   | 哈定縣                                         | 位於縣內的小方山 | 10,863          | 2,249平方英里 （5,825平方公里） | 標示出布尤特縣位置的地圖          |
| 坎貝爾縣          | 021      | 芒德城          | 1873年1月8日   | 水牛縣                                         | 諾曼·B·坎貝爾，達科他領地立法委員                                                                                                 | 1,340           | 736平方英里 （1,906平方公里）   | 標示出坎貝爾縣位置的地圖          |
| 查爾斯米克斯縣    | 023      | 湖安第斯        | 1862年5月8日   | 非建制領土                                     | 格蘭維爾·埃利·米克斯 （1810－1878）, 印第安事務局專員                                                                             | 9,240           | 1,098平方英里 （2,844平方公里） | 標示出查爾斯米克斯縣位置的地圖    |
| 克拉克縣          | 025      | 克拉克          | 1873年1月8日   | 漢森縣                                         | 牛頓·克拉克，達科他領地立法委員                                                                                                   | 3,948           | 958平方英里 （2,481平方公里）   | 標示出克拉克縣位置的地圖          |
| 克萊縣            | 027      | 弗米利恩        | 1862年4月10日  | 非建制領土                                     | 亨利·克莱 （1777－1852），肯塔基州联邦参议员及第九任美国国务卿 （1825－1829）                                                     | 15,431          | 412平方英里 （1,067平方公里）   | 標示出克萊縣位置的地圖            |
| 科丁頓縣          | 029      | 沃特敦          | 1877年2月15日  | 印第安人土地                                   | G·S·科丁頓牧師，達科他領地立法委員                                                                                                | 28,971          | 688平方英里 （1,782平方公里）   | 標示出科丁頓縣位置的地圖          |
| 科森縣            | 031      | 麦金托什        | 1909年3月2日   | 印第安人土地                                   | 戴頓·科森 （1827－1915），南達科他州最高法院法官 （1889－1913）                                                                   | 3,782           | 2,473平方英里 （6,405平方公里） | 標示出科森縣位置的地圖            |
| 卡斯特縣          | 033      | 卡斯特          | 1875年1月11日  | 印第安人土地                                   | 乔治·阿姆斯特朗·卡斯特 （1839－1876），美國陸軍將領，於小大角战役中陣亡                                                           | 9,117           | 1,558平方英里 （4,035平方公里） | 標示出卡斯特縣位置的地圖          |
| 戴維森縣          | 035      | 米切尔          | 1873年1月8日   | 漢森縣                                         | 亨利·C·戴維森，早期定居者及商人                                                                                                   | 19,922          | 436平方英里 （1,129平方公里）   | 標示出戴維森縣位置的地圖          |
| 戴縣              | 037      | 韦伯斯特        | 1879年10月1日  | 克拉克縣                                       | 梅里特·H·戴 （1844－1900），早期定居者及達科他領地立法委員                                                                        | 5,451           | 1,029平方英里 （2,665平方公里） | 標示出戴縣位置的地圖              |
| 杜爾縣            | 039      | 克利尔莱克      | 1862年4月5日   | 布魯金斯縣                                     | 雅各伯·S·杜爾，達科他領地立法委員                                                                                                 | 4,354           | 624平方英里 （1,616平方公里）   | 標示出杜爾縣位置的地圖            |
| 杜威縣            | 041      | 廷伯莱克        | 1873年1月8日   | 阿姆斯特朗縣及印第安人土地                     | 威廉·P·杜威，達科他領地測量總監                                                                                                   | 5,208           | 2,303平方英里 （5,965平方公里） | 標示出杜威縣位置的地圖            |
| 道格拉斯縣        | 043      | 阿默            | 1873年1月10日  | 查爾斯米克斯縣                                 | 史蒂芬·阿诺德·道格拉斯 （1813－1861），前伊利诺州参议员 （1847－1861）及1860年美國總統選舉北方民主黨候選人                        | 2,838           | 434平方英里 （1,124平方公里）   | 標示出道格拉斯縣位置的地圖        |
| 埃德蒙茲縣        | 045      | 伊普斯维奇      | 1873年1月8日   | 水牛縣                                         | 牛頓·埃德蒙茲 （1819－1908）, 達科他領地總督 （1863－1866）                                                                       | 4,057           | 1,146平方英里 （2,968平方公里） | 標示出埃德蒙茲縣位置的地圖        |
| 福爾里弗縣        | 047      | 热泉            | 1883年4月3日   | 卡斯特縣                                       | 位於縣內的福爾河（Fall River），該河得名自其陡峭的河道                                                                            | 7,393           | 1,740平方英里 （4,507平方公里） | 標示出福爾里弗縣位置的地圖        |
| 福克縣            | 049      | 福克顿          | 1873年1月8日   | 非建制領土                                     | 安德魯·傑克森·福克 （1814－1898）, 達科他領地總督 （1866－1869）                                                                  | 2,151           | 1,000平方英里 （2,590平方公里） | 標示出福克縣位置的地圖            |
| 格蘭特縣          | 051      | 米尔班克        | 1873年1月8日   | 科丁頓縣 杜爾縣                                | 尤利西斯·辛普森·格兰特 （1822－1885），南北戰爭上將及美国第十八任总统 （1869－1877）                                              | 7,553           | 682平方英里 （1,766平方公里）   | 標示出格蘭特縣位置的地圖          |
| 格雷戈里縣        | 053      | 伯克            | 1862年5月8日   | 非建制領土                                     | 約翰·肖·格雷戈里，達科他領地立法委員                                                                                              | 4,018           | 1,016平方英里 （2,631平方公里） | 標示出格雷戈里縣位置的地圖        |
| 哈康縣            | 055      | 菲利普          | 1914年11月3日  | 斯坦利縣                                       | 挪威國王哈康七世（1872－1957） | 1,851           | 1,813平方英里 （4,696平方公里） | 標示出哈康縣位置的地圖            |
| 哈姆林縣          | 057      | 海提            | 1873年1月8日   | 杜爾縣                                         | 汉尼巴尔·哈姆林 （1809－1891），第十五任美國副總統 （1861－1865）及來自緬因州的參議員                                             | 6,451           | 511平方英里 （1,323平方公里）   | 標示出哈姆林縣位置的地圖          |
| 漢德縣            | 059      | 密勒            | 1873年1月8日   | 水牛縣                                         | 喬治·哈珀·漢德 （1837－1891），達科他領地立法委員                                                                                 | 3,107           | 1,437平方英里 （3,722平方公里） | 標示出漢德縣位置的地圖            |
| 漢森縣            | 061      | 亚历山德里亚    | 1873年1月13日  | 水牛縣 杜爾縣                                  | 約瑟夫·R·漢森，印第安戰爭時期少校及早期定居者                                                                                     | 3,471           | 435平方英里 （1,127平方公里）   | 標示出漢森縣位置的地圖            |
| 哈定縣            | 063      | 布法罗          | 1908年11月3日  | 非建制領土                                     | J·A·哈定，達科他領地議會議長 | 1,324           | 2,671平方英里 （6,918平方公里） | 標示出哈定縣位置的地圖            |
| 休斯縣            | 065      | 皮尔            | 1873年1月8日   | 水牛縣                                         | 亞歷山大·休斯，達科他領地立法委員                                                                                                 | 17,624          | 741平方英里 （1,919平方公里）   | 標示出休斯縣位置的地圖            |
| 哈欽森縣          | 067      | 奥利韦          | 1862年5月8日   | 非建制領土                                     | 約翰·哈欽森，達科他領地立法委員                                                                                                   | 7,394           | 813平方英里 （2,106平方公里）   | 標示出哈欽森縣位置的地圖          |
| 海德縣            | 069      | 海默            | 1873年1月8日   | 水牛縣                                         | 詹姆斯·海德，達科他領地立法委員                                                                                                   | 1,186           | 861平方英里 （2,230平方公里）   | 標示出海德縣位置的地圖            |
| 傑克遜縣          | 071      | 卡多卡          | 1914年11月3日  | 斯坦利縣                                       | J·R·傑克遜，達科他領地立法委員 | 2,776           | 1,869平方英里 （4,841平方公里） | 標示出傑克遜縣位置的地圖          |
| 傑勞爾德縣        | 073      | 韦辛顿泉        | 1883年4月17日  | 奧羅拉縣                                       | H·J·傑勞爾德，達科他領地立法委員                                                                                                  | 1,660           | 530平方英里 （1,373平方公里）   | 標示出傑勞爾德縣位置的地圖        |
| 瓊斯縣            | 075      | 默多            | 1916年11月7日  | 萊曼縣                                         | 喬治·華萊士·瓊斯 （1804－1896），來自愛荷華州的參議員 （1848－1859）                                                              | 855             | 971平方英里 （2,515平方公里）   | 標示出瓊斯縣位置的地圖            |
| 金斯伯里縣        | 077      | 迪斯梅特        | 1873年1月8日   | 漢森縣                                         | 喬治·W·金斯伯里、T·A·金斯伯里兄弟，達科他領地立法委員                                                                             | 5,276           | 838平方英里 （2,170平方公里）   | 標示出金斯伯里縣位置的地圖        |
| 萊克縣            | 079      | 麦迪逊          | 1873年11月8日  | 布魯金斯縣 漢森縣                              | 位於縣內的湖 | 11,031          | 563平方英里 （1,458平方公里）   | 標示出萊克縣位置的地圖            |
| 勞倫斯縣          | 081      | 戴德伍德        | 1875年1月11日  | 非建制領土                                     | 約翰·勞倫斯 （1839－1889），達科他領地立法委員及縣內首任財務主管                                                                  | 28,053          | 800平方英里 （2,072平方公里）   | 標示出勞倫斯縣位置的地圖          |
| 林肯縣            | 083      | 坎顿            | 1867年12月30日 | 非建制領土                                     | 縣名來源說法不一，可能得名自亚伯拉罕·林肯 （1809－1865），美国第十六任总统 （1861－1865）或緬因州的林肯縣（該縣得名自英國的林肯） | 73,238          | 578平方英里 （1,497平方公里）   | 標示出林肯縣位置的地圖            |
| 萊曼縣            | 085      | 凯尼伯          | 1873年1月8日   | 非建制領土                                     | W·P·萊曼，達科他領地立法委員 | 3,705           | 1,640平方英里 （4,248平方公里） | 標示出萊曼縣位置的地圖            |
| 馬歇爾縣          | 091      | 布里顿          | 1885年5月2日   | 戴縣                                           | 馬歇爾·文森特，戴縣的專員 | 4,390           | 839平方英里 （2,173平方公里）   | 標示出馬歇爾縣位置的地圖          |
| 麥庫克縣          | 087      | 塞勒姆          | 1873年1月8日   | 漢森縣                                         | 埃德溫·斯坦頓·麥庫克 （1837－1873）, 達科他領地總督 （1873），上任五個月後遇刺身亡                                                | 5,809           | 575平方英里 （1,489平方公里）   | 標示出麥庫克縣位置的地圖          |
| 麥克弗森縣        | 089      | 利奥拉          | 1873年1月8日   | 水牛縣                                         | 詹姆斯·伯德賽·麥克弗森 （1828－1864），美國上將，於南北戰爭中陣亡                                                                 | 2,334           | 1,137平方英里 （2,945平方公里） | 標示出麥克弗森縣位置的地圖        |
| 米德縣            | 093      | 斯特吉斯        | 1889年3月9日   | 勞倫斯縣                                       | 乔治·戈登·米德 （1815－1872）南北战争上將                                                                                         | 30,954          | 3,471平方英里 （8,990平方公里） | 標示出米德縣位置的地圖            |
| 梅萊特縣          | 095      | 白河            | 1909年6月3日   | 傑克遜縣 邁耶縣 普拉特縣 沃沙博縣 非建制領土   | 阿瑟·卡爾文·梅萊特 （1842－1896），第一任南達科他州州長 （1889－1893）                                                            | 1,851           | 1,307平方英里 （3,385平方公里） | 標示出梅萊特縣位置的地圖          |
| 邁納縣            | 097      | 霍华德          | 1873年1月8日   | 漢森縣                                         | 納爾遜·邁納、埃夫里安·邁納兄弟，達科他領地立法委員                                                                                | 2,280           | 570平方英里 （1,476平方公里）   | 標示出邁納縣位置的地圖            |
| 明尼哈哈縣        | 099      | 苏瀑            | 1862年4月5日   | 非建制領土                                     | 「瀑布」的苏语 | 206,930         | 809平方英里 （2,095平方公里）   | 標示出明尼哈哈縣位置的地圖        |
| 穆迪縣            | 101      | 弗兰德利        | 1873年1月8日   | 布魯金斯縣 明尼哈哈縣                          | 吉迪恩·柯蒂斯·穆迪 （1832－1904），達科他領地議會議長及首位代表南達科他州的參議員                                                 | 6,450           | 520平方英里 （1,347平方公里）   | 標示出穆迪縣位置的地圖            |
| 奥格拉拉-拉科塔县 | 102      | 熱泉 （事實上） | 1875年1月11日  | 福爾里弗縣                                     | 奧格拉拉-拉科塔族，苏族印第安人的一支                                                                                             | 13,434          | 2,094平方英里 （5,423平方公里） | 標示出奥格拉拉-拉科塔县位置的地圖 |
| 彭寧頓縣          | 103      | 拉皮德城        | 1875年1月11日  | 非建制領土                                     | 約翰·L·彭寧頓 （1829－1900），達科他領地總督 （1874－1878）                                                                       | 115,903         | 2,776平方英里 （7,190平方公里） | 標示出彭寧頓縣位置的地圖          |
| 珀金斯縣          | 105      | 拜森            | 1908年11月3日  | 布尤特縣 哈定縣                                | 亨利·E·帕金斯，南達科他州參議院議員                                                                                               | 2,834           | 2,872平方英里 （7,438平方公里） | 標示出珀金斯縣位置的地圖          |
| 波特縣            | 107      | 葛底斯堡        | 1873年1月8日   | 水牛縣                                         | 喬爾·A·波特，達科他領地立法委員                                                                                                   | 2,413           | 866平方英里 （2,243平方公里）   | 標示出波特縣位置的地圖            |
| 羅伯茨縣          | 109      | 锡塞顿          | 1883年3月8日   | 格蘭特縣                                       | S·G·羅伯茨，達科他領地立法委員 | 10,206          | 1,101平方英里 （2,852平方公里） | 標示出羅伯茨縣位置的地圖          |
| 桑博恩縣          | 111      | 文索基特        | 1883年5月1日   | 邁納縣                                         | 喬治·W·桑博恩，密尔沃基铁路總裁                                                                                                   | 2,399           | 569平方英里 （1,474平方公里）   | 標示出桑博恩縣位置的地圖          |
| 斯平克縣          | 115      | 雷德菲尔德      | 1873年1月8日   | 漢森縣                                         | 所羅門·L·斯平克 （1831－1881），代表達科他領地的參議員 （1869－1871）                                                             | 6,166           | 1,504平方英里 （3,895平方公里） | 標示出斯平克縣位置的地圖          |
| 斯坦利縣          | 117      | 皮埃尔堡        | 1873年1月8日   | 非建制領土                                     | 大衛·斯洛恩·斯坦利 （1828－1902），南北战争時期薩利堡的指揮官                                                                     | 3,043           | 1,443平方英里 （3,737平方公里） | 標示出斯坦利縣位置的地圖          |
| 薩利縣            | 119      | 奥奈达          | 1873年1月8日   | 波特縣                                         | 薩利堡，該城堡得名自阿爾弗雷德·薩利上將 （1820－1879）                                                                            | 1,494           | 1,007平方英里 （2,608平方公里） | 標示出薩利縣位置的地圖            |
| 托德縣            | 121      | 温纳 （事實上） | 1909年6月3日   | 邁耶縣 特里普縣                                | 約翰·布萊爾·史密斯·托德 （1814－1872），南北战争上将及达科他领地参议员 （1861、1863-1865）                                        | 9,199           | 1,388平方英里 （3,595平方公里） | 標示出托德縣位置的地圖            |
| 特里普縣          | 123      | 温纳            | 1873年1月8日   | 非建制領土                                     | 巴特利特·特里普 （1839－1911），達科他領地最高法院首席法官 （1885－1889）及美國駐奧匈帝國大使 （1893－1897）                      | 5,621           | 1,614平方英里 （4,180平方公里） | 標示出特里普縣位置的地圖          |
| 特納縣            | 125      | 帕克            | 1871年1月13日  | 林肯縣                                         | 約翰·W·特納 （1800－1883），達科他領地立法委員                                                                                    | 9,027           | 617平方英里 （1,598平方公里）   | 標示出特納縣位置的地圖            |
| 尤寧縣            | 127      | 埃尔克波因特    | 1862年4月10日  | 非建制領土                                     | 為了在南北战争中表明支持美利堅聯邦而得名                                                                                          | 17,183          | 460平方英里 （1,191平方公里）   | 標示出尤寧縣位置的地圖            |
| 沃爾沃思縣        | 129      | 塞尔比          | 1873年1月8日   | 水牛縣                                         | 威斯康星州的沃爾沃思縣，該縣得名自紐約州聯邦眾議員魯本·海德·沃爾沃斯 （1788－1867）                                               | 5,269           | 708平方英里 （1,834平方公里）   | 標示出沃爾沃思縣位置的地圖        |
| 揚克頓縣          | 135      | 扬克顿          | 1862年4月10日  | 非建制領土                                     | 揚克頓族，苏族印第安人及達科他族的一支                                                                                            | 23,517          | 522平方英里 （1,352平方公里）   | 標示出揚克頓縣位置的地圖          |
| 齊巴赫縣          | 137      | 杜普里          | 1911年2月1日   | 阿姆斯特朗縣 施納斯縣 斯特靈縣                 | 弗朗西斯·馬里昂·齊巴赫 （1830－1929），報章出版商及印第安戰爭時期少校                                                             | 2,322           | 1,962平方英里 （5,082平方公里） | 標示出齊巴赫縣位置的地圖          |

## 曾經存在的縣

### 消失的縣
| 縣名                              | 建立時間      | 消失時間      | 簡介 |
| --------------------------------- | ------------- | ------------- | --- |
| 阿姆斯特朗縣 （Armstrong County） | 1873年1月8日  | 1879年10月1日 | 1873年從查爾斯米克斯縣及哈欽森縣分拆，1879年併入哈欽森縣。1883年南達科他州建立另一個阿姆斯特朗縣。                                                         |
| 阿姆斯特朗縣 （Armstrong County） | 1883年3月8日  | 1952年11月4日 | 原名派亞特縣（Pyatt County），1883年從夏延縣、拉斯克縣、斯坦利縣中分拆，1895年6月6日更名為阿姆斯特朗縣，1911年部份土地割予齊巴赫縣，1952年併入杜威縣。     |
| 比德爾縣 （Beadle County）        | 1873年1月8日  | 1879年10月1日 | 1873年從漢森縣分拆，小部份領土橫跨現時的北達科他州，1879年布朗縣建立後消失，一部份恢復為非建制領土。同日南達科他州建立現存的比德爾縣。                     |
| 布蘭布爾縣 （Bramble County）     | 1873年1月8日  | 1879年10月1日 | 1873年從漢森縣分拆，1879年邁納縣建立後消失。 |
| 布呂吉耶縣 （Bruguier County）    | 1862年5月8日  | 1864年1月6日  | 1862年從非建制領土分拆，1864年被水牛縣和查爾斯米克斯縣瓜分。                                                                                               |
| 伯查德縣 （Burchard County）      | 1873年1月8日  | 1879年10月1日 | 1873年從漢森縣分拆，1879年被漢德縣、比德爾縣瓜分。 |
| 博爾曼縣 （Boreman County）       | 1873年1月8日  | 1909年3月2日  | 1873年從非建制領土分拆，領土橫跨現時的北達科他州及南達科他州，1909年科森縣建立後消失。                                                                     |
| 夏延縣 （Cheyenne County）        | 1875年1月11日 | 1883年3月8日  | 1875年從普拉特縣、拉斯克縣、斯坦利縣及非建制領土分拆，1883年傑克遜縣、諾林縣、派亞特縣、查爾斯米克斯縣建立後消失。                                         |
| 肖托縣 （Choteau County）         | 1883年3月9日  | 1898年11月8日 | 1873年從馬丁縣分拆，1894年一部份土地割予布尤特縣及哈定縣，1898年被布尤特縣和米德縣瓜分。                                                                   |
| 克拉金縣 （Cragin County）        | 1873年1月8日  | 1879年10月1日 | 1873年從漢森縣分拆，1879年奧羅拉縣建立後消失。 |
| 德拉諾縣 （Delano County）        | 1875年1月11日 | 1898年11月8日 | 1873年從非建制領土分拆，部份領土先後於1883年、1890年割予斯科比縣及布尤特縣，1898年併入米德縣。                                                             |
| 尤因縣 （Ewing County）           | 1883年3月8日  | 1894年11月6日 | 1883年從非建制領土哈定縣分拆，小部份領土橫跨現時的北達科他州，1894年重新併入哈定縣。                                                                       |
| 福賽斯縣 （Forsythe County）      | 1875年1月11日 | 1881年2月19日 | 1875年從非建制領土分拆，1881年併入卡斯特縣。 |
| 格里利縣 （Greeley County）       | 1873年1月8日  | 1879年10月1日 | 1873年從漢森縣分拆，1879年戴縣建立後消失。 |
| 因曼縣 （Inman County）           | 1883年2月27日 | 1883年5月1日  | 計劃於布朗縣、麥克弗森縣及非建制領土中分拆成立的縣，同年5月1日因全民公投不通過而擱置。                                                                     |
| 傑克遜縣 （Jackson County）       | 1883年3月8日  | 1909年6月3日  | 1883年從夏延縣、盧根比爾縣、懷特里弗縣分拆，部份領土於1898年割予斯坦利縣及萊曼縣，1909年被沃沙博縣和梅萊特縣瓜分。後來傑克遜縣於1914年重新設立。           |
| 傑恩縣 （Jayne County）           | 1862年5月8日  | 1871年1月13日 | 1862年從非建制領土分拆，部份領土與明尼哈哈縣重疊，1871年漢森縣、哈欽森縣、特納縣建立後消失。                                                               |
| 盧根比爾縣 （Lugenbeel County）   | 1875年1月11日 | 1909年6月3日  | 1875年從邁耶縣、普拉特縣及非建制領土分拆，部份領土於1883年割予傑克遜縣及沃沙博縣，1909年本尼特縣和托德縣建立後消失。                                       |
| 曼丹縣 （Mandan County）          | 1875年1月11日 | 1883年3月6日  | 1875年從非建制領土分拆，於1883年布尤特縣建立後消失。 |
| 馬丁縣 （Martin County）          | 1881年3月9日  | 1898年11月8日 | 1881年從非建制領土分拆，部份土地先後1883年及1894年割予肖托縣和哈定縣，1898年併入布尤特縣。                                                                 |
| 邁耶縣 （Meyer County）           | 1873年1月8日  | 1909年6月3日  | 1873年從非建制領土分拆，部份土地於1875年割予盧根比爾縣，1909年梅萊特縣和托德縣建立後消失。                                                                 |
| 米爾斯縣 （Mills County）         | 1873年1月8日  | 1879年10月1日 | 1873年從漢森縣分拆，1879年布朗縣建立後消失，一部份恢復為非建制領土。                                                                                       |
| 諾林縣 （Nowlin County）          | 1883年3月8日  | 1898年11月8日 | 1883年從馬丁縣分拆，部份土地於1893年割予斯坦利縣，1898年被萊曼縣和斯坦利縣瓜分。                                                                           |
| 普拉特縣 （Pratt County）         | 1873年1月8日  | 1909年6月3日  | 1873年從非建制領土分拆，部份土地先於1875年割予夏延縣、盧根比爾縣、懷特里弗縣，後分別於1893年及1898年割予斯坦利縣及萊曼縣，1909年梅萊特縣建立後消失。       |
| 普雷肖縣 （Preshp County）        | 1873年1月8日  | 1907年6月6日  | 1873年從非建制領土分拆，翌年與斯坦利縣易地，部份土地先於1883年割予斯坦利縣，後於1891年及1898年兩度割予萊曼縣，1907年併入特里普縣，一部份恢復為非建制領土。 |
| 萊因哈特縣 （Rinehart County）    | 1883年3月9日  | 1898年11月8日 | 1883年從馬丁縣分拆，1898年被布尤特縣和米德縣瓜分。 |
| 施納斯縣 （Schnasse County）      | 1883年3月9日  | 1911年2月1日  | 1883年從博爾曼縣及非建制領土分拆，部份土地於1909年割予科森縣，1911年與斯特靈縣合併為齊巴赫縣。                                                             |
| 斯科比縣 （Scobey County）        | 1883年3月8日  | 1898年11月8日 | 1883年從德拉諾縣分拆，小部份土地於1894年割予布尤特縣，1898年併入米德縣。                                                                                   |
| 斯特靈縣 （Sterling County）      | 1883年3月9日  | 1911年2月1日  | 1883年從夏延縣分拆，部份土地於1893年及1898年兩度割予斯坦利縣，1911年與施納斯縣合併為齊巴赫縣。                                                             |
| 湯普森縣 （Thompson County）      | 1873年1月8日  | 1879年10月1日 | 1873年從漢森縣分拆，1879年併入斯平克縣，一部份恢復為非建制領土。                                                                                           |
| 托德縣 （Todd County）            | 1862年5月8日  | 1897年6月3日  | 1862年從非建制領土分拆，1882年部份土地轉讓予內布拉斯加州，1897年併入格雷戈里縣。後來南達科他州建立現存的托德縣。                                           |
| 瓦格納縣 （Wagner County）        | 1883年3月9日  | 1898年11月8日 | 1883年從馬丁縣分拆，1898年併入布尤特縣。 |
| 沃沙博縣 （Washabaugh County）    | 1883年3月9日  | 1983年1月1日  | 1883年從盧根比爾縣分拆，部份土地於1911年割予梅萊特縣，1983年併入傑克遜縣。                                                                                 |
| 華盛頓縣 （Washington County）    | 1883年3月9日  | 1945年1月1日  | 1883年從盧根比爾縣及香農縣分拆，部份土地先於1898年割予彭寧頓縣，後於1909年割予本尼特縣和沃沙博縣，1945年併入香農縣。                                       |
| 韋特莫爾縣 （Wetmore County）     | 1873年1月8日  | 1879年10月1日 | 1873年從漢森縣分拆，1879年被邁納縣和奧羅拉縣瓜分。 |
| 懷特里弗縣 （White River County） | 1875年1月11日 | 1883年3月6日  | 1875年從普拉特縣分拆，於1883年傑克遜縣和諾林縣建立後消失。                                                                                                 |
| 齊巴赫縣 （Ziebach County）       | 1877年2月10日 | 1898年11月8日 | 1877年從彭寧頓縣分拆，1898年被彭寧頓縣和斯坦利縣瓜分。1911年南達科他州建立現存的齊巴赫縣。                                                                 |

### 更名的縣
| 縣名                          | 建立時間      | 更名時間      | 更名為            |
| ----------------------------- | ------------- | ------------- | ----------------- |
| 阿什莫爾縣 （Ashmore County） | 1873年1月8日  | 1875年1月14日 | 波特縣            |
| 科爾縣 （Cole County）        | 1862年4月10日 | 1864年1月7日  | 尤寧縣            |
| 派亞特縣 （Pyatt County）     | 1883年3月8日  | 1952年11月4日 | 阿姆斯特朗縣      |
| 拉斯克縣 （Rusk County）      | 1862年4月5日  | 1883年3月9日  | 杜威縣            |
| 香農縣 （Shannon County）     | 1875年1月11日 | 2015年3月5日  | 奧格拉拉-拉科塔縣 |